# Paradiso - Canto ventitreesimo

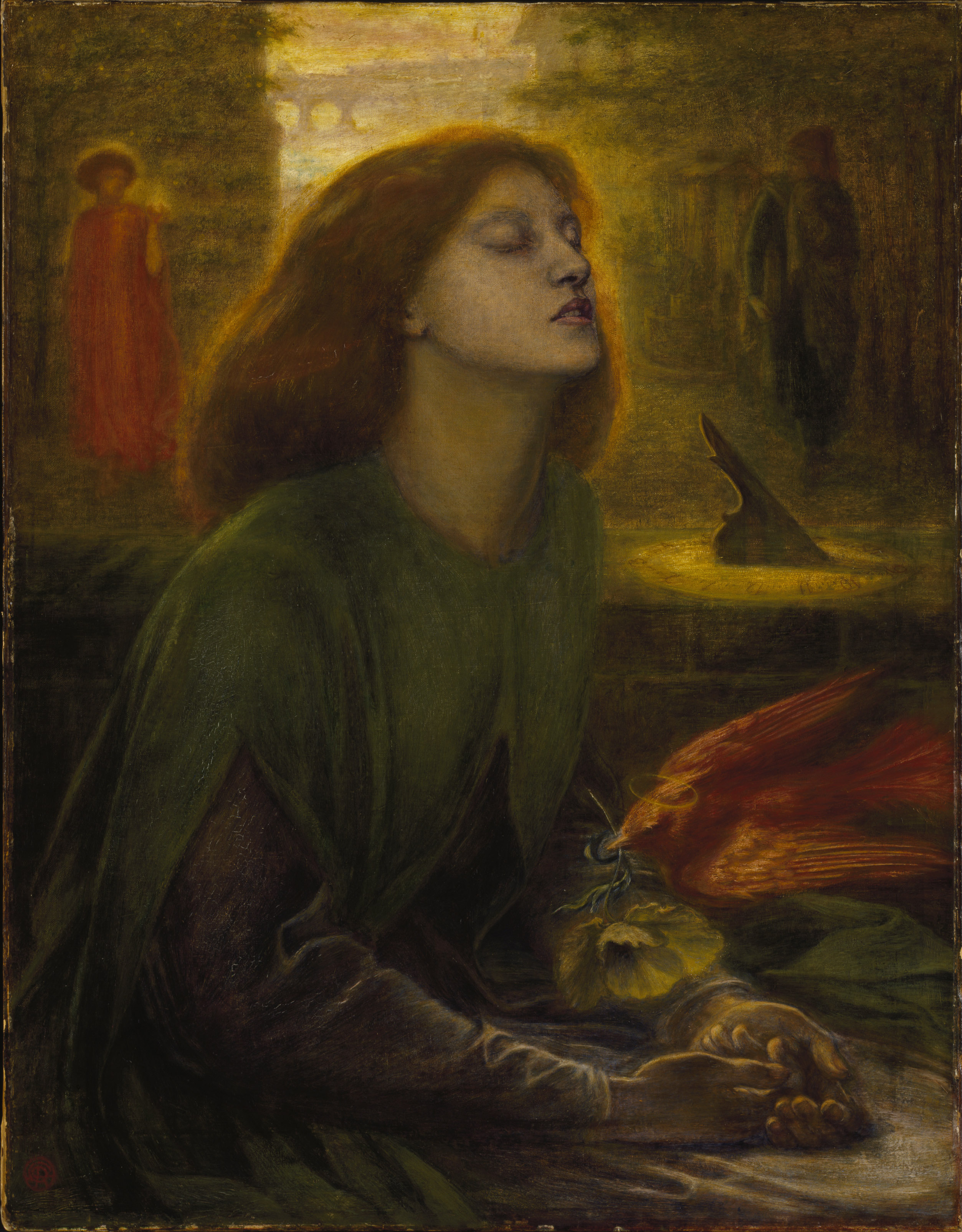
Beatrice meditante ritratta da Dante Gabriel Rossetti

Il canto ventitreesimo del Paradiso di Dante Alighieri si svolge nel cielo delle Stelle fisse, ove risiedono gli spiriti trionfanti; siamo nel pomeriggio del 14 aprile 1300, o secondo altri commentatori del 31 marzo 1300.

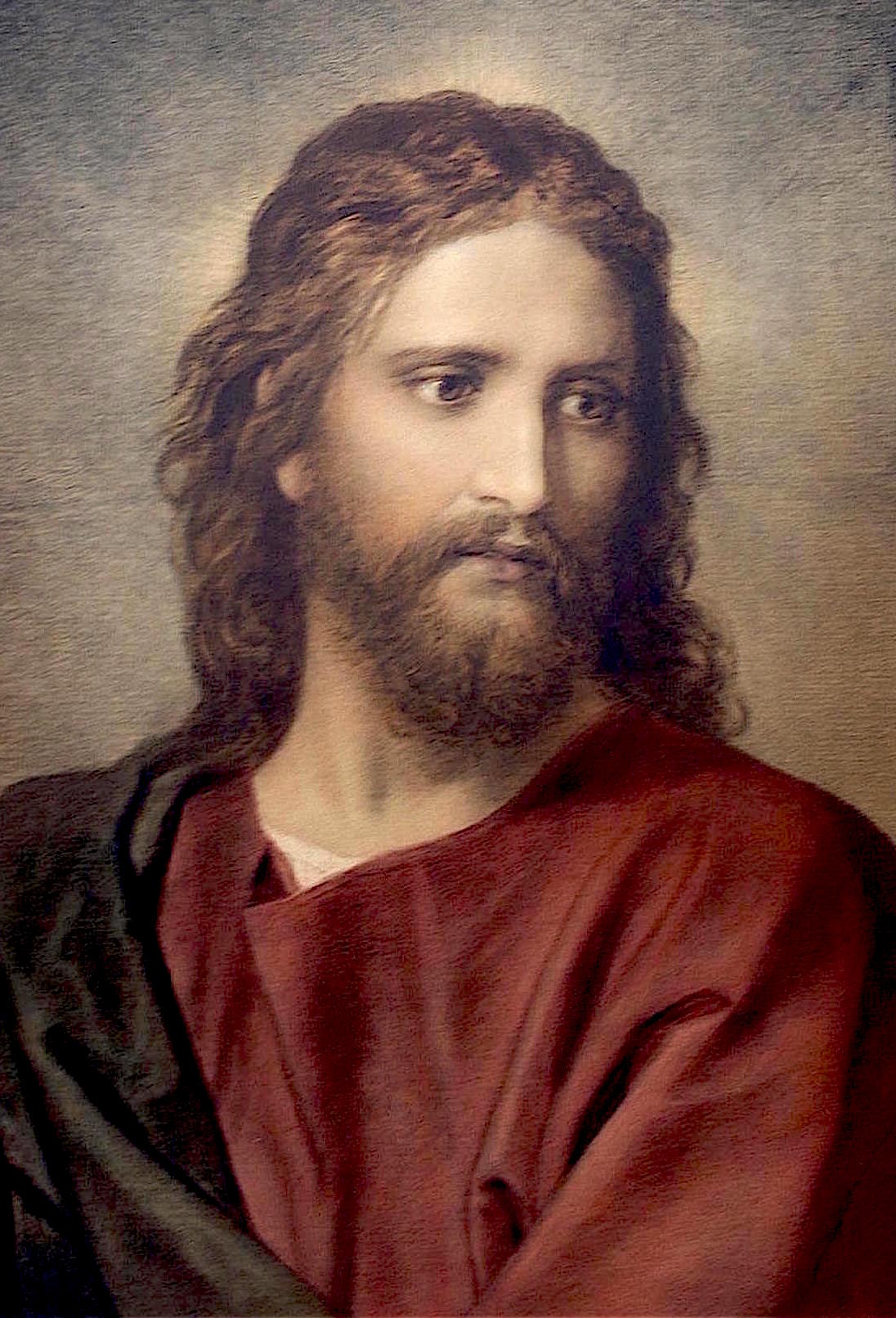
Cristo ritratto da Heinrich Hoffmann

## Incipit
(Anonimo commentatore dantesco del XIV secolo)

## Temi e contenuti

### Attesa di Beatrice - versi 1-15
Beatrice contempla la parte più alta della volta celeste, con espressione d'attesa, simile all'uccello che attende ansiosamente il sorgere del sole. Dante imita questo atteggiamento.

### Trionfo di Cristo - vv. 16-45
Dopo poco, il cielo si illumina sempre più, e Beatrice annuncia le schiere delle anime redente da Cristo. La gioia espressa dallo sguardo e dal volto di lei superano la capacità descrittiva di Dante-poeta.

Come la luna piena che nella notte serena risplende tra le innumerevoli stelle, sopra migliaia di anime luminose appare un sole che le fa splendere. Nella luce di questo "sole" traspare la "lucente sostanza", tanto splendente da non poter essere contemplata da Dante. Beatrice gli spiega che la sua vista è sopraffatta da una forza superiore ad ogni altra. In quella "lucente sostanza" sono la sapienza e la potenza che riaprirono le strade tra Dio e la terra, ovvero Cristo tanto a lungo atteso come redentore. L'anima di Dante, illuminata e divenuta maggior di sé, non sa più ricordare che cosa accadde allora, come un fulmine che sprigionato da una nube si volge verso terra contro la naturale tendenza del fuoco verso l'alto.

### Riso di Beatrice. Le anime trionfanti - vv. 46-87
A questo punto, Beatrice lo invita a guardarla, dato che ormai è divenuto in grado di sostenere la vista del suo riso. Dante si sente come colui che invano cerca di ricordare un sogno svanito, quando ode questo invito, degno di eterna gratitudine. Tutte le lingue dei poeti nutriti dalle muse non basterebbero a descrivere un millesimo dello splendore di quel "santo riso"; è dunque necessario che descrivendo il paradiso il poema sacro sorvoli, come chi deve saltare perché impedito nel cammino da un ostacolo. Tuttavia questo non sarà occasione di biasimo, se si considera il tema "ponderoso" e le forze umane che lo affrontano: la navigazione che si sta compiendo non è certo adatta a una "picciola barca" e neanche a un marinaio che voglia risparmiare le proprie forze.

Beatrice lo invita a rivolgere lo sguardo dal volto di lei al "bel giardino" che fiorisce grazie ai raggi di Cristo: qui si vede la Madre di Gesù, qui sono gli apostoli che insegnarono agli uomini la retta via. Dante vede una moltitudine di anime luminose, che sono illuminate dall'alto, senza che si veda l'origine di tale fulgore. Comprende quindi che Cristo si è sottratto alla debole vista umana di Dante perché egli possa contemplare le anime trionfanti. 

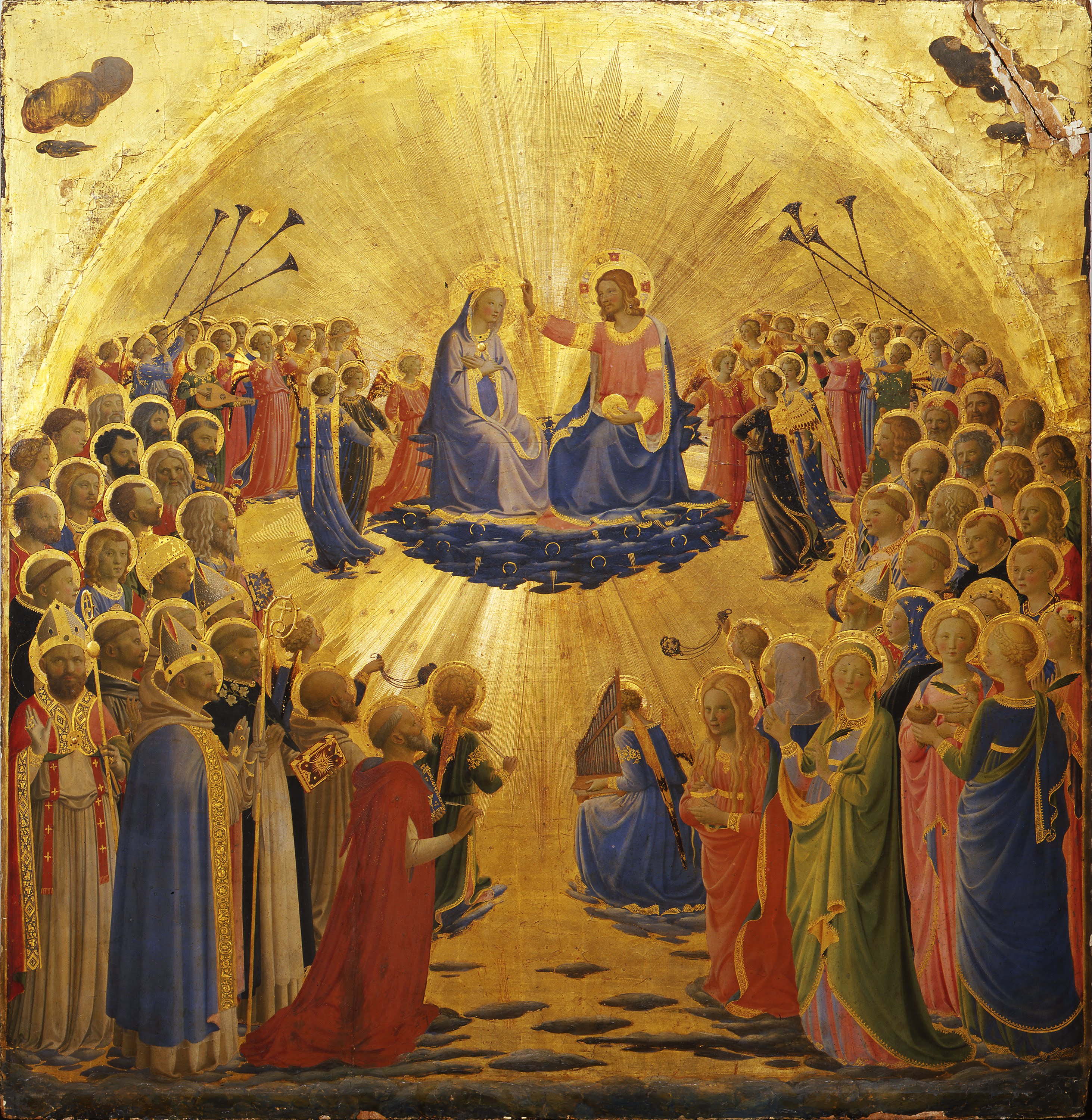
Beato Angelico, Incoronazione della Vergine, Firenze, Galleria degli Uffizi

### Trionfo di Maria - vv. 88-111
L'attenzione del pellegrino si concentra su Maria, da lui sempre invocata nella preghiera quotidiana, splendente più di ogni altra anima. In quel momento discende su Maria una luce in forma di corona, che la cinge, girandole intorno ed emettendo un canto di incomparabile dolcezza, tale che ogni melodia terrena al confronto sembrerebbe lo scoppio di un tuono. La "circulata melodia" (v.108) esprime la lode per la madre di Gesù, e annuncia che continuerà a farlo finché ella raggiungerà suo figlio nell'Empireo. Le anime si uniscono invocando il nome di Maria.

### Maria risale all'Empireo. Inno dei beati- vv.112-129
Dante non è in grado di raggiungere con lo sguardo il nono cielo, il più vicino a Dio, perciò non riesce a seguire Maria, ancora incoronata dal fuoco angelico che si alza verso l'Empireo seguendo suo figlio. Tutte le altre anime si protendono verso l'alto con manifesto affetto, così come il bimbo appena allattato dalla madre si volge a lei. Quindi salutano Maria con l'inno liturgico Regina Coeli. 

### San Pietro compare tra i beati - vv.130-139
Dante esprime un elogio alla ricchezza spirituale raccolta nelle anime del Paradiso, fra cui trionfa, insieme a tutti i beati del Vecchio e del Nuovo Testamento, San Pietro.

## Analisi

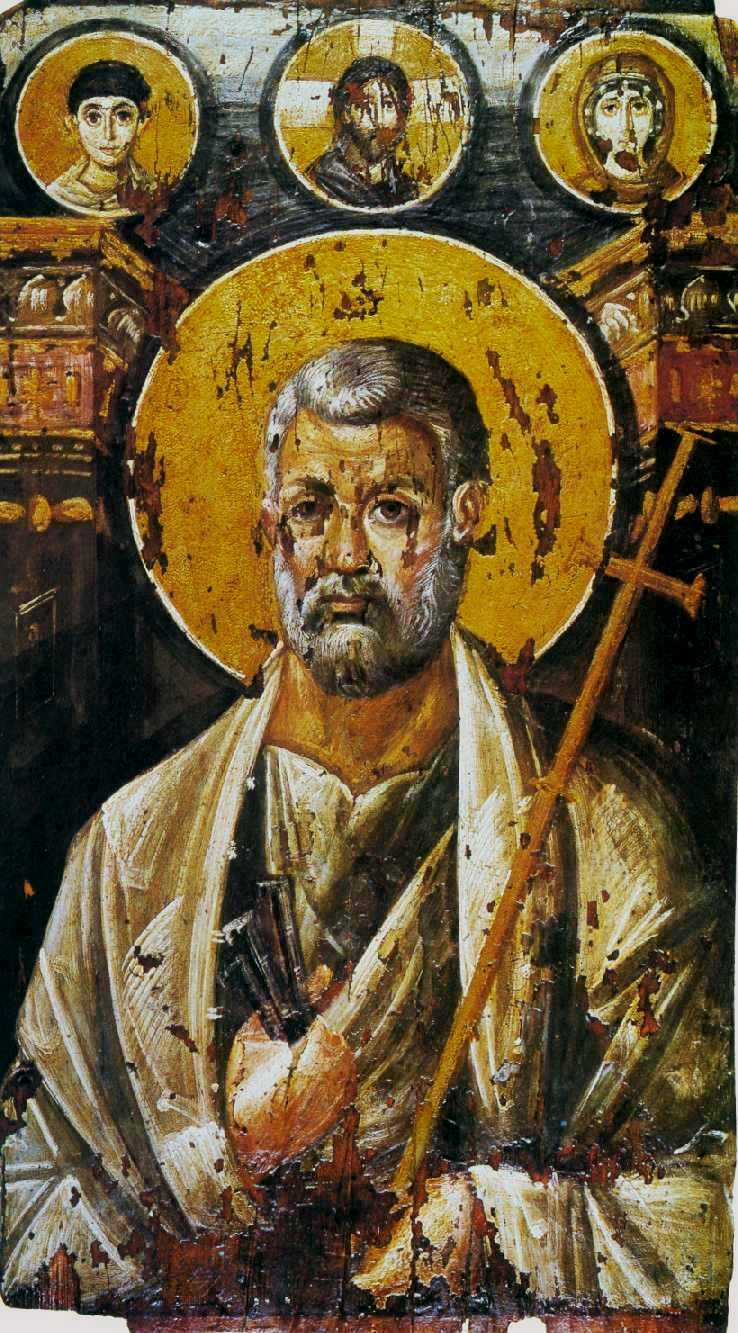
Ritratto di San Pietro apostolo nel Monastero di Santa Caterina sul Monte Sinai in Egitto

In questo canto, Dante ha un primo contatto con il mondo dei beati, visti nel loro insieme, e non più distribuiti nei vari cieli, dove gli erano apparsi in precedenza. I beati costituiscono la moltitudine luminosa che celebra ed accompagna il trionfo di Cristo e di Maria. Tutto il canto, quindi, è intessuto di immagini di splendore e di bellezza, tali da indurre il poeta a dichiarare apertamente la sua incapacità di esprimere ciò che ha visto. (vv.23-24, 61-63). D'ora in poi, e soprattutto nei canti conclusivi, questo tema della "ineffabilità" del Paradiso ritorna più volte. Possiamo citare, fra altri esempi, i vv.55-57 del canto XXXIII. È dunque il linguaggio dell'analogia quello che può aiutare il poeta nel compito che dichiara di voler svolgere malgrado ogni difficoltà (vv.64-69).

Il canto si apre con una similitudine di carattere naturalistico, venata di toni affettivi ("l'amate fronde", "dolci nati", "gli aspetti disiati", "con ardente affetto": vv.1-8). Poco più avanti, un'altra similitudine introduce la contemplazione del trionfo, accostandolo ad un cielo stellato con la luna piena: ancora un'immagine di natura, impreziosita però dai cenni mitologici ("Trivia", "le ninfe etterne", v. 26). Per rappresentare poi la propria stessa esperienza interiore, Dante ricorre ancora ad una similitudine naturalistica, a significare l'excessus mentis mistico (vv.40-45): di fronte a realtà che trascendono il pensiero, la mente umana, illuminata, diventa capace di cogliere istantaneamente quella realtà, ma subito dopo non è più in grado di ricordarla, e di conseguenza può parlarne solo in modo allusivo e imperfetto.

La figura centrale del trionfo, Maria, non è descritta in alcun modo, ma designata da metafore: "la rosa" (v.73), "il bel fior" (v.88), "lo maggior foco" (v.90), "la viva stella" (v.92), "il bel zaffiro" (v.101). A lei presto si accosta, cingendola di una corona di luce, una "facella", che diviene, cantando, "circulata melodia". L'interpretazione più diffusa è che si tratti dell'arcangelo Gabriele, ovvero l'angelo dell'annunciazione.

Il tono affettivo riconoscibile nella prima similitudine del canto ritorna, in modo più accentuato, nei vv. 121-126, ove l'ardente affetto dei beati verso Maria, espresso dall'allungarsi all'insù delle fiamme-anime, è accostato al gioioso protendersi del bimbo lattante ("fantolin") con le braccia verso "la mamma" che l'ha nutrito.

Assenti, in questo canto, i richiami polemici al mondo terreno: Dante appare completamente immerso nella contemplazione.